# Marcello Ferrarini
Marcello Ferrarini (Modena, 21 maggio 1973) è un cuoco e personaggio televisivo italiano.

## Biografia
Diplomatosi nel 1992 in maturità artistica, sezione grafica pubblicitaria, design e fotografia, presso l’istituto d’arte "Adolfo Venturi" di Modena, prosegue gli studi laureandosi in psicologia del lavoro presso l'Università degli Studi dell'Aquila. Formatosi presso la scuola di cucina e cultura italiana di Bologna, terminati gli studi entra a far parte del corpo docente della stessa scuola occupandosi dei corsi e seminari di cucina senza glutine. Esordisce come cuoco a domicilio per piccoli banqueting e catering destinati ad un pubblico intollerante al glutine.
Inizialmente ha lavorato con lo chef Davide Berchiatti, mentre nel 2013, come sous-chef di Marco Grotti presso lo Zenzero bistrot di Bologna, laddove vince il premio “Bravo Bio”, per migliore ristorante del settore bio. Nel 2014, la sua ultima esperienza diretta in ambito ristorativo, in qualità di executive chef, per il rilancio del "Romeo restaurant" di Carpi.

## Televisione
- Senza glutine, con gusto – Gambero Rosso Channel (2014-in corso)
- Quelli che il calcio – Rai 2 (puntata del 13.09.2015)

## Radio
- La Strana coppia – Radio Bruno
- Life – Obiettivo benessere – Rai Radio 1

## Editoria
- Free - L'arte di vivere senza glutine – RCS[1]
- Celiachia Oggi
- Gambero Rosso Magazine
- Il Cuoco – Federazione Italiana Cuochi

## Opere
- Marcello Ferrarini, Tutta un'altra pasta. La mia vita da chef celiaco, le mie ricette senza glutine, 2015, ISBN 8804655259.